# 看不見的翅膀
『看不見的翅膀』是日本創作歌手・川嶋愛在2006年4月19日發售的第9張單曲。

## 概要
距前作『Dear／啟程的那一天…』約兩個月之後發售的單曲。
推出通常盤和初回限定盤發售，初回限定盤附上了錄有和CHiYO合唱的「絕望和希望」。
繼『Dear／啟程的那一天…』之後連續第二張作品打入公信榜單週前十名。

## 收錄曲
- 全作詞・作曲：川嶋愛

### 通常盤
1. 看不見的翅膀
編曲：直樹
日本電視台綜藝節目『アンぐらのツボ屋与兵衛』的主題曲
『豐田・IOI盃2005　國際桌球大賽』的印象歌曲，但歌詞和編曲均有少許修改
2. Angel（エンジェル）
編曲：長澤孝志
3. Thank You!-motif-（サンキュー!-motif-）
4. 看不見的翅膀(inst)
5. Angel(inst)

### 初回限定盤附屬DVD
1. 絕望和希望
歌手：川嶋愛 feat.CHiYO